# Tuyến Tōzai (Sapporo)
Tuyến Tōzai (東西線 Tōzai-sen) là tuyến tàu điện ngầm bánh lốp ở Sapporo, Hokkaidō, Nhật Bản. Tuyến này là một phần của hệ thống Tàu điện ngầm Đô thị Sapporo. Tên của tuyến có nghĩa đen là Tuyến Đông-Tây và tuyến bắt đầu tại Ga Miyanosawa ở quận Nishi và kết thúc tại Ga Shin-Sapporo ở quận Atsubetsu. Màu của Tuyến Tōzai trên bản đồ là màu cam và các nhà ga của tuyến mang chữ "T" và kèm theo số thứ tự.

## Danh sách nhà ga
- Tất cả các nhà ga đều được đặt tại Sapporo và đi ngầm toàn tuyến.

| Số ga | Nhà ga             | Tiếng Nhật     | Khoảng cách (km) | Khoảng cách (km) | Chuyển tuyến                                                              | Địa điểm  |
| Số ga | Nhà ga             | Tiếng Nhật     | Giữa các ga      | Tổng cộng        | Chuyển tuyến                                                              | Địa điểm  |
| ----- | ------------------ | -------------- | ---------------- | ---------------- | ------------------------------------------------------------------------- | --------- |
| T01   | Miyanosawa         | 宮の沢         | -                | 0.0              |                                                                           | Nishi     |
| T02   | Hassamu-Minami     | 発寒南         | 1.5              | 1.5              |                                                                           | Nishi     |
| T03   | Kotoni             | 琴似           | 1.3              | 2.8              |                                                                           | Nishi     |
| T04   | Nijūyon-Ken        | 二十四軒       | 0.9              | 3.7              |                                                                           | Nishi     |
| T05   | Nishi-Nijūhatchōme | 西28丁目       | 1.2              | 4.9              |                                                                           | Chūō      |
| T06   | Maruyama-Kōen      | 円山公園       | 0.8              | 5.7              |                                                                           | Chūō      |
| T07   | Nishi-Jūhatchōme   | 西18丁目       | 0.9              | 6.6              | Xe điện Sapporo (Nishi-Jūgo-Chōme)                                        | Chūō      |
| T08   | Nishi-Jūitchōme    | 西11丁目       | 0.9              | 7.5              | Xe điện Sapporo (Chūō-Kuyakusho-Mae)                                      | Chūō      |
| T09   | Ōdōri              | 大通           | 1.0              | 8.5              | Tuyến Namboku ( N07 ) Tuyến Tōhō( H08 ) Xe điện Sapporo (Nishi-Yon-Chōme) | Chūō      |
| T10   | Bus Center-Mae     | バスセンター前 | 0.8              | 9.3              |                                                                           | Chūō      |
| T11   | Kikusui            | 菊水           | 1.1              | 10.4             |                                                                           | Shiroishi |
| T12   | Higashi-Sapporo    | 東札幌         | 1.2              | 11.6             |                                                                           | Shiroishi |
| T13   | Shiroishi          | 白石           | 1.1              | 12.7             |                                                                           | Shiroishi |
| T14   | Nangō-Nana-Chōme   | 南郷7丁目      | 1.4              | 14.1             |                                                                           | Shiroishi |
| T15   | Nangō-Jūsan-Chōme  | 南郷13丁目     | 1.1              | 15.2             |                                                                           | Shiroishi |
| T16   | Nangō-Jūhatchōme   | 南郷18丁目     | 1.2              | 16.4             |                                                                           | Shiroishi |
| T17   | Ōyachi             | 大谷地         | 1.5              | 17.9             |                                                                           | Atsubetsu |
| T18   | Hibarigaoka        | ひばりが丘     | 1.0              | 18.9             |                                                                           | Atsubetsu |
| T19   | Shin-Sapporo       | 新さっぽろ     | 1.2              | 20.1             | Tuyến Chitose ( H05 )                                                     | Atsubetsu |

## Lịch sử
- 10 tháng 6 năm 1976: Đoạn Kotoni – Shiroishi mở cửa;[1] Các đoàn tàu sê-ri 6000 được giới thiệu.
- 21 tháng 3 năm 1982: Đoạn Shiroishi – Shin-Sapporo mở cửa.[1]
- 22 tháng 3 năm 1987: Đoạn Nishi-Jūitchōme – Ōdōri đoạn đóng cửa do đang xây dựng đường ray nối tới Tuyến Tōhō
- 18 tháng 8 năm 1998: Các đoàn tàu sê-ri 8000 được giới thiệu.
- 25 tháng 2 năm 1999: Đoạn Kotoni – Miyanosawa mở cửa.[1]
- 2002: Các đoàn tàu sê-ri 6000 dần dần được thay thế bởi các đoàn tàu sê-ri 8000.
- 7 tháng 7 năm 2006: 8000 series trains optimized for driver-only operation debut.
- 13 tháng 2 năm 2008: Cửa chắn sân ga được lắp đặt tại Ga Nangō-Nana-Chōme để tiến hành thử nghiệm trước khi triển khai lắp đặt trên toàn tuyến
- 30 tháng 8 năm 2008: Các đoàn tàu sê-ri 6000 ngừng hoạt động.
- 30 tháng 1 năm 2009: Thẻ thông minh không tiếp xúc SAPICA được giới thiệu.
- 3 tháng 3 năm 2009: Cửa chắn sân ga được lắp đặt ở tất cả các nhà ga thuộc Tuyến Tōzai.
- 1 tháng 4 năm 2009: Việc vận hành tàu trên Tuyến Tōzai được chuyển sang thành wanman tức là vận hành đoàn tàu chỉ cần mỗi lái tàu.
- 13 tháng 7 năm 2009: "Women and Children Comfort Car" được giới thiệu.[2]